# 100 Dywizja Strzelców (III Rzesza)
100 Dywizja Strzelców (niem. 100. Jäger-Division) – jedna z niemieckich dywizji strzelców. Utworzona została 17 kwietnia 1943 r. w zastępstwie zniszczonej pod Stalingradem 100 Lekkiej Dywizji Piechoty (100. Leichte Infanterie-Division). Dywizja składała się z członków pochodzących z terenow Austii oraz mieszkańców Górnego Śląska. W późniejszym etapie wojny dywizja składała się z członków pochodzących z większości regionów geograficznych Niemiec, a także z wielu niemieckojęzycznych Walonów (Belgów/Francuzów). 

## Dowódcy
- Generalleutnant Willibald Utz, od 25 kwietnia 1943,
- Oberst Hans Kreppel, od 1 stycznia 1944,
- Generalmajor Otto Schury, od 9 lutego 1945[1].

## Skład
- 54. pułk strzelców
- 227. pułk strzelców
- 83. pułk artylerii
- 100. batalion inżynieryjny
- 100. batalion rozpoznawczy
- 100. batalion niszczycieli czołgów
- 100. batalion łączności
- 100. batalion zapasowy
- 100. dywizyjne oddziały zaopatrzeniowe

## Szlak bojowy
Po zniszczeniu  100 Lekkiej Dywizji Piechoty pod Stalingradem, została ona odtworzona w marcu 1943 roku. W okresie odbudowy dywizja została przeniesiona do Albanii, gdzie miała za zadanie zwalczanie grup partyzanckich. Sytuacja skomplikowała się, gdy we wrześniu 1943 roku Włochy przeszły na stronę aliantów. Dywizja musiała zabezpieczyć wybrzeże przed Włochami. W grudniu 1943 roku otrzymała nowe logo. 
Na początku stycznia 1944 roku dywizja została przeniesiona na Węgry, gdzie miała wziąć udział w Operacji Margarethe wraz z innymi siłami Osi. Po zmianie rządu na Węgrzech, planowano przenieść ją na południe Francji. Jednak na początku marca dywizja otrzymała zadanie odblokowania okrążonej 2. Armii w rejonie Złotyk i Podajec.
Na Strypie
Dywizja zajęła pozycje obronne nad rzeką Styrpa. Po początkowych walkach w marcu, jednostce nakazano wykopanie okopów i utrzymanie pozycji. Dywizja otrzymała posiłki i nowych oficerów. Na początku maja dywizję wyposażono w nowe granatniki przeciwpancerne Panzerfaust do obrony przed masą radzieckich czołgów. Podczas Operacji Bagration dywizja nie brała udziału w większych działaniach bojowych. Jednak 19 lipca dywizja została zmuszona do odwrotu w kierunku Karpat. Odwrotowi dywizji na nową linię obrony towarzyszyły ciężkie walki. W pierwszym tygodniu Strzelcy musieli kilkakrotnie oddać swoje pozycje Rosjanom. Po trzytygodniowym odwrocie, naznaczonym intensywnymi walkami, dywizja dotarła na nową linię obrony 8 sierpnia.
W tym czasie dywizja miała ponownie czas na odpoczynek. Batalion niszczycieli czołgów został wysłany na szkolenie do Mławy. Po utracie pozycji w Karpatach, dywizja musiała wycofać się na nowe pozycje, gdzie wzmocniono ją dużą liczbą rekrutów. Po ustabilizowaniu frontu, 10 października dywizja została przetransportowana na Linie Ludwig na Słowacji. 
Na nowej pozycji do dywizji dołączyli świeży rekruci. 3 października wyszkolone jednostki niszczycieli czołgów wróciły z nowym uzbrojeniem, w tym z Panzerjäger IV. W ostatniej bitwie na Słowacji dywizja po raz pierwszy spotkała się z czołgami IS-2, które zniszczyła w walce.
18 stycznia dywizja została przeniesiona na Górny Śląsk. Pierwszego dnia wzięła udział w ciężkich walkach w rejonie Koźla. Po obronie i przeprowadzeniu kontrataków, dywizja musiała ustabilizować front w rejonie Krapkowic, gdzie Rosjanie przekroczyli most na Odrze. 25 stycznia Strzelcy zdobyli miasto bez większych walk. Od tego czasu niemieckie siły musiały bronić fabryki papieru przed siłami rosyjskimi. 9 lutego dywizja została rozlokowana na pozycja w okolic Strzelec. Dywizja kontynuowała walki w rejonie Dolnego Śląska aż do ostatniego dnia wojny.
Ostatnie bojowe użycie dywizji miało miejsce 24 kwietnia, gdy została wysłana w rejon Jawora. 5 maja dywizja rozpoczęła marsz na zachód, gdzie ostatecznie poddała się w Czechach.